# Perry Lake, Nova Scotia
Perry Lake är en sjö i Kanada.   Den ligger i provinsen Nova Scotia, i den sydöstra delen av landet, 1 000 km öster om huvudstaden Ottawa. Perry Lake ligger 45 meter över havet. Den ligger vid sjöarna  Lake Thomas och Third Lake. Den sträcker sig 0,6 kilometer i nord-sydlig riktning, och 0,5 kilometer i öst-västlig riktning.
I omgivningarna runt Perry Lake växer i huvudsak blandskog. Runt Perry Lake är det tätbefolkat, med 591 invånare per kvadratkilometer.